# Cryptazeca
Cryptazeca ist eine Schneckengattung aus der Familie der Azecidae in der Unterordnung der Landlungenschnecken (Stylommatophora).

## Merkmale
Das eiförmige Gehäuse wird 3 bis 4 mm hoch und 1,4 bis 1,6 mm breit. Es hat bis zu sechs, an der Peripherie stark abgeflachte Windungen. Der Apex ist gerundet-stumpf. Die Gehäuseoberfläche ist glatt und wirkt wie poliert. Die Farbe variiert nur wenig von fast farblos bis gelblich. Die Mündung ist eiförmig mit leicht verdicktem Mundsaum. Die Parietalwand ist zahnlos, die Spindelwand ist mit einem kleinen Tuberkel versehen.
Im Geschlechtsapparat ist der Eisamenleiter ungewöhnlich kurz. Der lange Samenleiter zweigt bereits weit oben ab. Er tritt apikal in den sehr kurzen, dickwandigen Epiphallus ein. Dieser dringt seitlich in den länglich eiförmigen Penis ein. Die innere Oberfläche des Penis weist zahlreiche Papillen auf, auf jeder Papille sitzt ein zugespitzter, gekrümmter, conchiniger Dorn. Der Retraktormuskel setzt apikal am Penis an. Der freie Eileiter ist sehr lang, die Vagina deutlich kürzer. Diese ist angeschwollen mit einer drüsigen Wand (Perivaginaldrüse). Die innere Oberfläche vom unteren Teil des freien Eileiters und der Vagina ist mit Dornen besetzt. Der vergleichsweise kurze Stiel der Spermathek ist an der Basis stark verdickt, die Blase reicht nicht bis zur Albumindrüse.

## Geographische Verbreitung
Die wenigen Arten der Gattung sind auf den westlichen und nördlichen Teil der Iberischen Halbinsel beschränkt. Einige Arten sind Höhlenbewohner.

## Taxonomie
Das Taxon wurde von 1877 von Alexandre Guillaume Léopold Marquis de Folin und Ferdinand Bérillon aufgestellt. Typusart ist Azeca monodonta Folin & Bérillon, 1877. Die Gattung Cryptazeca ist die Typusgattung der (Unter-)Familie Cryptazecidae Schileyko, 1998, die jedoch ein jüngeres Synonym von Azecidae ist. Derzeit werden folgende Arten zur Gattung Cryptazeca gestellt:
- Cryptazeca Folin & Bérillon, 1877
  - Cryptazeca elongata Gómez, 1990
  - Cryptazeca kobelti Gittenberger, 1983
  - Cryptazeca monodonta (de Folin & Bérillon, 1877)
  - Cryptazeca spelaea Gómez, 1990
  - Cryptazeca subcylindrica Folin & Bérillon, 1877
  - Cryptazeca vasconica Zilch, 1973

Die Fauna Europaea führt die GattungCryptazeca noch unter der Familie Ferussaciidae, Unterfamilie Cryptazecinae auf.

## Belege